# 梶田真章
梶田 真章（かじた しんしょう、1956年9月18日 - ）は法然院貫主。京都府出身。父は法然院第30代貫主で神戸大学教授を務めた哲学者・橋本峰雄。
大阪外国語大学ドイツ語学科卒業後、法然院執事となる。1984年に先代の往生に伴い、法然院の第31代の貫主となる。
芸術家の発表の場やシンポジウムの会場として寺を開放するなど、現代における寺の可能性を追求している。一方では環境問題に強い関心を持ち、多くの市民団体に参加する他、FMラジオのトーク番組「京都三条ボンズカフェ」でパーソナリティーをつとめるなど行動する僧侶としても有名。
裏千家現家元(16代)坐忘斎千宗室とは京都教育大学附属高等学校で同期。

## 著書
- 「京都法然院歳時記」（京都書院、共著）
- 「法然院」（淡交社、共著）

## その他

### ドキュメンタリー
- こころの時代「縁起のなかで」（2022年4月24日、NHK Eテレ）[2]

### 雑誌
- 季刊 銀花 「日本の花守たち」文化出版局、1993年3月号（第93号）